# Diada del 25 d'abril de 2007

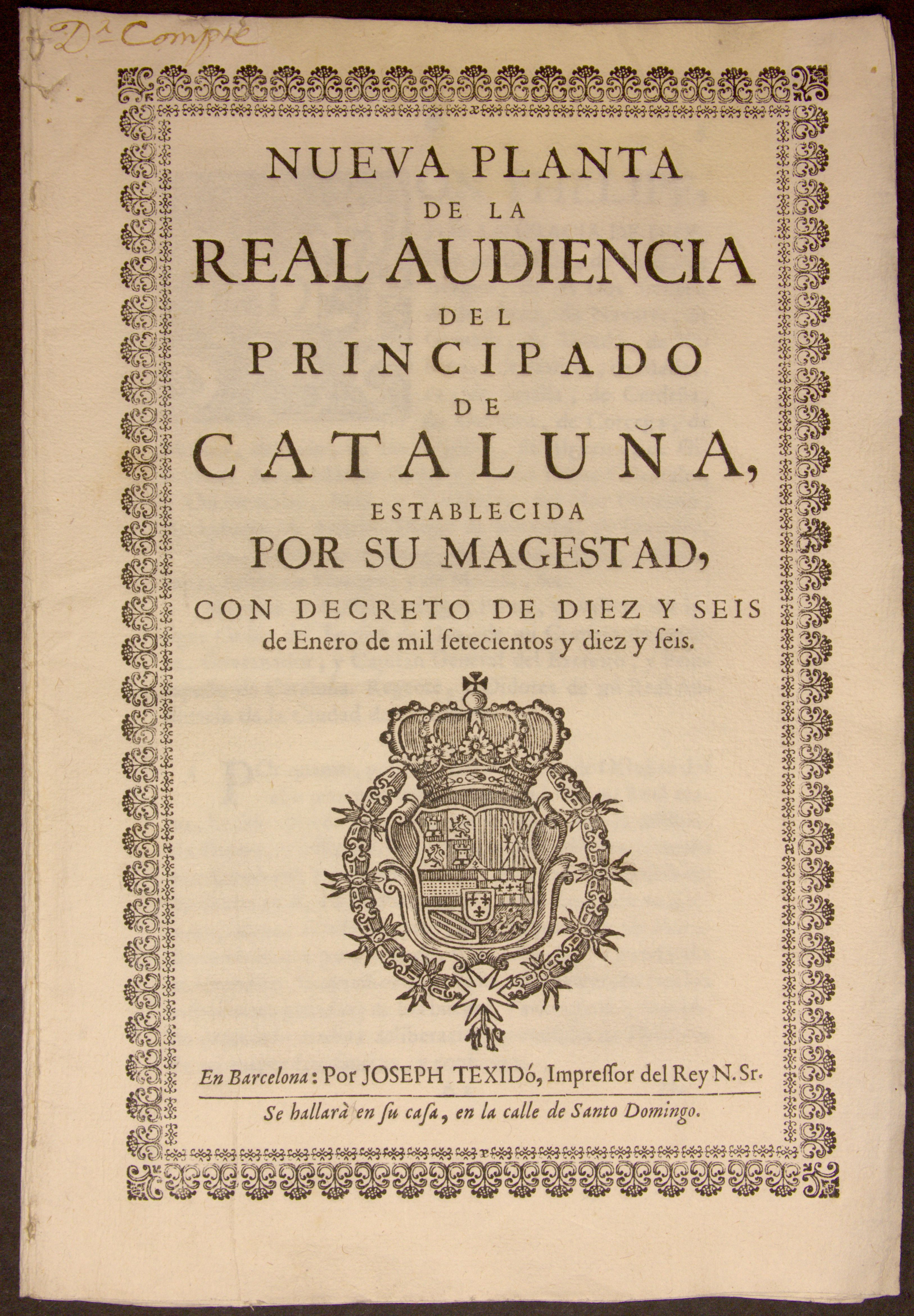
El Decret de Nova Planta, prohibí l'ús de la llengua catalana a l'administració de justícia i de govern de Catalunya

Per la diada del 25 d'abril de 2007 es van commemorar els 300 anys de la desfeta d'Almansa (1707), i per tant, l'inici de l'ocupació del Regne de València, a mans de les tropes borbòniques (Guerra de Successió). Per dret de conquesta, la Corona de Castella va abolir els furs concedits fins al moment essent imposats els Decrets de Nova Planta.
El 25 d'abril no és considerat institucionalment com a dia festiu, motiu pel qual es commemoren la majoria d'esdeveniments el dissabte més proper. Per a la diada de l'any 2007, es va triar el 5 de maig en tant que el dissabte més proper queia en 28 d'abril i es temia una poca mobilització ciutadana per coincidir en el pont del dimarts 1 de maig.

## Aplec d'Almansa
País Valencià: 24 d'abril, 24h (Encesa de llums)
Els actes organitzats al voltant del 25 d'abril, van iniciar-se per la matinada amb la culminació del projecte "Ací Estem", iniciativa engegada per l'Institut d'Estudis de la Vall d'Albaida per recordar els 300 anys de la batalla. La proposta consistia en l'encesa de llums elèctrics, fanals, espelmes, llanternes, tubs fluorescents o altres estris lluminosos, des dels punts més alts possibles de la geografia just a les 12h de la nit del 24 d'abril. Durant els cinc minuts que ha durat l'acte, centenars de llums s'han encès per recordar la desfeta a Almansa, i la consegüent pèrdua de llibertats.
Països Catalans: 25 d'abril (Jornada de lluita)
Paral·lelament, la "Campanya 300 anys", iniciativa unitària de l'Esquerra Independentista, va decretar el mateix dia 25 d'abril com a jornada de lluita amb actes descentralitzats arreu del Països Catalans.
Almansa: 28 d'abril, 12h (Acte polític i concert)
Tres dies després, la "Campanya 300 anys" va aglutinar més de 200 persones a les proximitats d'Almansa en un dia d'aplec marcat per les altes temperatures. En ell s'hi van dur a terme parlaments, actuacions musicals, demostracions de cultura popular, i la col·locació d'un memorial de l'acte i la campanya. La jornada va comptar amb les actuacions de Pep Gimeno "Botifarra", Miquel Gil, Verdcel, Cesk Freixas i la colla de Muixeranguers de Benimaclet. Segons els organitzadors, un helicòpter de la Guàrdia Civil va sobrevolar la zona diverses vegades amb una clara actitud intimidatòria respecte a les assistents a l'acte.

## Actes de Diada
Xàtiva: 5 de maig, 12h Pl. de Bous (Manifestació)
Les organitzacions Endavant, CAJEI i Maulets han convocat a Xàtiva una manifestació per reclamar la independència dels Països Catalans.
València: 5 de maig, 18h Pl. Sant Agustí (Manifestació)
Any darrere any, és considerada la cita més important de la diada, en la qual s'apleguen nombrosos col·lectius polítics, culturals, sindicals i estudiantils per reivindicar pels carrers un major grau d'autodeterminació del País Valencià. La convocatòria és a les 18h a la Plaça St. Agustí, a València.
València: 5 de maig, 21h Pl. Pàrquing Campus Tarongers (Concert)
Acabada la manifestació, ACPV va organitzar al pàrquing del Campus de Tarongers de la Universitat de València un concert de cloenda de la diada sota el nom "300 anys de lluites i cançons" compost de dos escenaris que s'alternaren al llarg de la nit. El concert va començar poc després de les 21 h del vespre, amb l'actuació musical d'Al Tall, Obrint Pas, Miquel Gil, La Gossa Sorda, Feliu Ventura, Sva-ters, L'Ham de Foc, Soul Atac, Pep Gimeno "Botifarra", Gàtaca, Verdcel, Voltor, Sergi Contrí i Pau Alabajos, i Orxata Sound System, entre més. Al final del concert tots els grups van tocar peces populars valencianes de forma conjunta i van finalitzar l'acte amb el  cant de la Muixeranga (?·pàg.).